# Arisemus
Arisemus és un gènere d'insectes dípters pertanyent a la família dels psicòdids que es troba a Amèrica: Costa Rica, Puerto Rico, l'Equador, Panamà, Veneçuela, Cuba, Saint Lucia, el Perú, les illes Bahames, Colòmbia i Nicaragua.

## Taxonomia
- Arisemus aenigmaticus (Quate & Brown, 2004)
- Arisemus ampliscapus (Quate & Brown, 2004)
- Arisemus amydrus (Quate & Brown, 2004)
- Arisemus barbarus (Quate & Brown, 2004)
- Arisemus boxi (Satchell, 1955)
- Arisemus buzbyae (Wagner & Masteller, 1996)
- Arisemus caceresi (Quate & Brown, 2004)
- Arisemus confertus (Quate & Brown, 2004)
- Arisemus grandilobus (Quate & Brown, 2004)
- Arisemus guhli (Wagner & Joost, 1994)
- Arisemus hexadactylus (Botosaneanu & Vaillant, 1970)
- Arisemus maesi (Quate & Brown, 2004)
- Arisemus mariannae (Wagner & Masteller, 1996)
- Arisemus martinezi (Wagner & Joost, 1994)
- Arisemus obandoi (Wagner & Joost, 1994)
- Arisemus pigmentatus (Quate & Brown, 2004)
- Arisemus rhamphos (Quate & Brown, 2004)
- Arisemus roessleri (Wagner & Joost, 1994)
- Arisemus salazari (Quate, 1996)
- Arisemus sesquipedalis (Quate & Brown, 2004)
- Arisemus spilotos (Quate, 1996)
- Arisemus tetradactylus (Botosaneanu & Vaillant, 1970)
- Arisemus triatrapars (Quate & Brown, 2004)
- Arisemus triconnectus (Collantes & Baquero, 2001)
- Arisemus waidei (Wagner & Masteller, 1996)
- Arisemus woodi (Quate & Brown, 2004)[6][5][7][8]